# Budynek przy Rynku Nowomiejskim 22 w Toruniu
Budynek przy Rynku Nowomiejskim 22 w Toruniu – dawna komendantura Twierdzy Toruń.
Budynek powstał w latach 1870–1874 roku, w miejscu kamienicy z 1818 roku, na potrzeby Komendantury Twierdzy Toruń, którą dyslokowano tu w 1875 roku z dotychczasowej siedziby przy Rynku Staromiejskim 10. W okresie międzywojennym w kamienicy mieściło się Dowództwo Sztabu Inspektoratu 3 Armii, a tuż przed wybuchem II wojny światowej także Armii „Pomorze”. W latach 1932–1939 roku kamienicę przekształcono w budynek mieszkalny.
Budynek jest jednopiętrowy, ma prostą formę i reprezentatywną dekorację fasad.
Kamienica figuruje w gminnej ewidencji zabytków (nr 662).